# زیست‌فرایند
زیست‌فرایند (انگلیسی: Bioprocess) فرآیندی خاص است که در آن از سلول‌های زنده کامل یا اجزای آن‌ها (برای مثال باکتری‌ها، آنزیم‌ها، کلروپلاست‌ها) به منظور دستیابی محصولات موردنظر استفاده می‌شود.
انتقال جرم و انرژی اساس بسیاری از فرایندهای زیست‌محیطی است. از فراوری غذا∗ گرفته تا طراحی حرارتی∗، ساخت ابزارهای زیست‌پزشکی، کنترل آلودگی و گرمایش جهانی همگی نیازمند شناخت این مسئله است که چگونه انرژی و جرم می‌توانند از طریق مواد (جرم، تکانه، انتقال حرارت) منتقل شوند.

## زیست‌فرایند سلول∗
زیست فرایندِ سلول درمانی∗، رشته‌ای است که حوزه‌های زیست فرایند و سلول درمانی (یعنی تولید زیست دارو) را به هم مرتبط می‌کند و زیرشاخه ای از مهندسی فرایندها است. اهداف زیست فرایند سلول درمانی، پایه‌گذاری فرایندهای مستحکم و تجدیدپذیر به منظور تولید سلول‌های درمانی است.

## زیست‌فرایند بالادستی∗
فرایندهای تولید سلول‌های درمانی می‌توانند به فرایندهای بالادستی∗ و فرایندهای پایین دستی∗ طبقه‌بندی شوند. فرایندهای بالادستی به تمامی فرایندهای جداسازی اولیه سلول و کشت تا بانک کردن سلول‌ها و توسعه کشت آنها و در آخر، برداشت نهایی (پایان کشت و جمع‌آوری سلول‌ها) گفته شوند.
بخش بالادستی یک فرایند زیستی به مرحله ای گفته می‌شود که طی آن سلول‌هایی مانند باکتری‌ها و لاین‌های سلولی پستانداران∗ در بیوراکتورها رشد می‌کنند. فرایند بالادستی شامل تمام مراحل مرتبط با توسعه تلقیح∗، بهبود محیط کشت∗، بهبود تلقیح بوسیله فرایندهای مهندسی ژنتیک و بهبود سینیتیک رشد است.
تخمیر دارای دو بخش است: بالادستی و پایین دستی. پس از توسعه محصول، گام بعدی خالص سازی محصول با کیفیت مطلوب است. در کشت‌های ایزوله∗ یا نیمه‌ایزوله∗ پس از اینکه محصول به تراکم مورد نظر دست یافت، برداشت انجام گرفته و به بخش پایین دستی زیست فرایند منتقل می‌شوند.

## زیست‌فرایند پایین‌دستی∗
بخش پایین‌دستی یک زیست فرایند، به قسمتی گفته می‌شود که طی آن، توده سلولی حاصل از مراحل بالادست برای تشخیص کیفیت و خلوص لازم پردازش می‌شود. فرایند پایین دستی به سه بخش اصلی تقسیم می‌شود:
۱. تخریب سلول، ۲. خالص سازی و ۳. پرداخت∗. محصولات فرار می‌توانند تنها بوسیله تقطیر از کشتِ برداشت شده، جداسازی شوند. تقطیر، تحت کاهش فشار در دستگاه‌های تقطیر مداوم انجام می‌شود. در تقطیر با فشار کاهش یافته، ممکن است تولید به‌طور مستقیم از فرمانتور امکان‌پذیر شود.
مراحل مختلف در فرایند پایین دستی:
1. جداسازی زیست توده: به طورکلی جداسازی زیست‌توده (سلول‌های میکروبی) بوسیله سانتریفیوژ یا اولتراسانتریفیوژ انجام می‌شود. چنانچه محصول مورد نظر ما در داخل سلول تولید شود، توده سلولی جدا شده و محیط کشتِ مصرف شده، دور ریخته می‌شود. چنانچه محصول خارج سلولی باشد توده سلولی دور ریخته می‌شود. اولترافیلتراسیون∗ یک جایگزین برای سانتریفیوژ است.
2. تخریب سلول: چنانچه محصول نهایی داخل سلولی باشد به منظور آزاد شدن محصول، توده سلولی باید تخریب شود. ترکیبات جامد و مایع بوسیله سانتریفیوژ یا فیلتراسیون جدا می‌شوند و بقایای سلول دور ریخته می‌شود.
3. تغلیظ براث∗: چنانچه محصول خارج سلولی باشد محیط استفاده شده تغلیظ می‌شود.
4. خالص‌سازی اولیه متابولیت‌ها: بر طبق طبیعت فیزیکوشیمیایی محصول، روش‌های متعددی برای بازیافت آن از براثِ تخمیرشده استفاده می‌شود (رسوب تمیز).
5. خروج آب: چنانچه مقدار کمی از محصول در حجم بالایی از محیطِ مصرف شده، یافت شود برای خالص سازی محصول، با حذف آب حجم آن را کم می‌کنند. این عمل بوسیله خشک کردن در خلاء یا اسمز معکوس انجام می‌شود.
6. دستیابی به متابولیت‌ها: در این مرحله به محصولی با خلوص ۹۸ تا ۱۰۰ درصد دست می‌یابیم. محصول خالص شده با چندین ماده تشکیل‌دهنده بی‌اثر که مواد جانبی نامیده می‌شوند مخلوط می‌شود. محصول فرموله‌شده بسته‌بندی و برای مصرف وارد بازار می‌گردد.